# Karol Nawrocki
Karol Nawrocki (født 3. marts 1983 i Gdansk) er en polsk historiker og politiker, der tiltrådte som Polens præsident i august 2025. Han vandt snævert præsidentvalget i Polen i maj/juni 2025 som den foretrukne kandidat for det højrenationalistiske parti Lov og Retfærdighed (ofte forkortet PiS efter partiets polske navn Prawo i Sprawiedliwość). Nawrocki er dog ikke selv medlem af PiS.

## Karriere
Nawrocki var, inden han blev præsident, leder af det polske Instituttet for National Erindring, der undersøger nazistiske og kommunistiske handlinger begået mellem 1917 og 1990.

## Præsidentvalget i Polen 2025
Nawrocki, der var ret ukendt i offentligheden, indtil PiS støttede ham som præsidentkandidat, opnåede 29,5 % af stemmerne ved første runde i præsidentvalget 18. maj 2025, hvilket rakte til en andenplads efter hans hovedmodstander Rafal Trzaskowski fra det liberale Borgerplatformen, der fik 31,3 % af stemmerne. Nawrocki og Trzaskowski var dermed de to kandidater, der gik videre til præsidentvalgets anden runde den 1. juni. Nawrocki blev under valgkampen indviklet i en skandale om en lejlighed, han angiveligt skulle have købt billigt ved at udnytte en ældre lejer, og dertil tilsyneladende have løjet på TV. Det fik hans opbakning i meningsmålingerne til at falde i begyndelsen af maj.
Nawrocki vandt dog anden valgrunde med et snævert flertal på 50,89 % af stemmerne mod Trzaskowskis 49,11 %. Han overtog dermed præsidentembedet 6. august 2025.
Nawrocki er nationalkonservativ, imod abort, LGBT+-rettigheder og "woke-ideologi" og ønsker at bedrive en nationalistisk historiepolitik. Han appellerer til vælgergruppen, der bor udenfor de store byer. Han er en entusiastisk tilhænger af den amerikanske præsident Donald Trump og er talsmand for et tæt samarbejde mellem Polen og Trumps amerikanske regering, mens Trzaskowski ønsker at styrke forholdet til EU og Polens øvrige europæiske samarbejdspartnere.